# Klara Käck
Klara Vilhelmina Käck, född 15 juni 1886 i Ekeby församling i Uppsala län, död 22 oktober 1963 i Norrköpings Hedvigs församling, var en svensk sjuksköterska och rösträttsaktivist. 
Hon var verksam i kampanjen för införandet av kvinnlig rösträtt i Sverige och ordförande för Föreningen för kvinnans politiska rösträtt i Piteå 1917–1921. 